# Liga Colombiana de Béisbol Profesional 1954-55
La temporada de la Liga Colombiana de Béisbol Profesional 1954-55 fue la 8° de la primera época de este campeonato disputada del 8 de octubre de 1954 al 6 de febrero de 1955. Un total de 4 equipos participaron en la competición.

## Equipos participantes
| Equipo                  | Fundación | Departamento | Ciudad       | Estadio                   | Capacidad |
| Torices de Cartagena    | 1948      | Bolívar      | Cartagena    | Estadio Once de Noviembre | 12 000    |
| Indios de Cartagena     | 1948      | Bolívar      | Cartagena    | Estadio Once de Noviembre | 12 000    |
| Vanytor de Barranquilla | 1953      | Atlántico    | Barranquilla | Estadio Tomás Arrieta     | 8 000     |
| Willard de Barranquilla | 1953      | Atlántico    | Barranquilla | Estadio Tomás Arrieta     | 8 000     |

## Temporada regular
Cada equipo disputó 65 a 66 juegos en total.
| Pos | Equipo                  | JG | JP | JJ | AVG.  | Dif  |
| --- | ----------------------- | -- | -- | -- | ----- | ---- |
| 1.  | Willard de Barranquilla | 41 | 24 | 65 | 0.630 | ---  |
| 2.  | Torices de Cartagena    | 36 | 30 | 66 | 0.545 | 5,5  |
| 3.  | Vanytor de Barranquilla | 28 | 37 | 65 | 0.431 | 13,0 |
| 4.  | Indios de Cartagena     | 26 | 40 | 66 | 0.394 | 15,5 |

| Colombia                                      |
| Campeón Willard de Barranquilla Primer título |

## Los mejores
| Stat                     | Jugador                                 | Total |
| ------------------------ | --------------------------------------- | ----- |
| Porcentaje de bateo (BA) | Jasper Lee Spears (IND)                 | .366  |
| Hits (H)                 | Jhon Waters (WIL)                       | 79    |
| Carrera impulsada (RBI)  | Horace Garner (WIL)                     | 50    |
| Carrera anotada (R)      | Bill Thompson (VAN)                     | 50    |
| Dobles (2B)              | Andrés Cavadia (IND)                    | 5     |
| Triples (3B)             | Gerald Jacobs (IND)                     | 4     |
| Home run (HR)            | Bill Thompson (VAN) Horace Garner (WIL) | 18    |
| Robo de base (SB)        | Jhon Waters (WIL)                       | 25    |

| Stat                 | Jugador             | Total          |
| -------------------- | ------------------- | -------------- |
| Juegos ganados (GAN) | Bill Meyer (WIL)    | 16W-1L (0.941) |
| Efectividad (ERA)    | Bill Meyer (WIL)    | 1.27           |
| Ponches (SO)         | William Meyer (WIL) | 142            |